# Саманта Гілл
Саманта Гілл (англ. Samantha Hill, нар. 8 червня 1992, Гонолулу, Гаваї, США) — американська ватерполістка, олімпійська чемпіонка 2016 року, чемпіонка світу.

## Виступи на Олімпіадах
| Олімпіада           | Дисципліна | Місце |
| ------------------- | ---------- | ----- |
| Ріо-де-Жанейро 2016 | водне поло | 1     |